# Джон Вудворд
Джон Вудворд (1 травня 1665, Дербішир, Англія — 25 квітня 1728, Лондон) — англійський історик природи, геолог і лікар.

## Життєпис
Вудворд вивчав медицину в Кембриджському університеті, де отримав ступінь доктора філософії. З 1692 р. був професором природничих наук у Грешем-коледжі в Лондоні, з 1709 р. вів власну медичну практику.

## Науковий доробок
Вудворд досліджував геологію Британських островів і сформулював власну теорію формування Землі. Відповідно до цього земля повинна складатися з води всередині і має тверду кору. Для нього вона була руїною, залишеною після потопу. Він описує потоп як «…найжахливішу та найстрашнішу катастрофу, яку коли-небудь бачила природа: елегантна, упорядкована та придатна для життя Земля зовсім розгубилася, розтрощилася на шматки та перетворилася на купу руїн: конвульсії, такі непомірні та непокірні: Зміни такі надзвичайно великі й бурхливі, що одного лише Уявлення достатньо, щоб налякати й шокувати людину» (Природнича історія, стор. 82).
Вудворд стверджував, що земля була перетворена втручанням Бога, щоб відповідати потребам грішного людства, оскільки існування на землі стало настільки виснажливим, що людина не мала часу для грішних занять.
Вудворд був членом Королівського товариства і, на додаток до своїх релігійних спекуляцій, також проводив відчутні дослідження як фізіолог: він експериментував із зародками рослин у водній культурі та спростував гіпотезу ван Гельмонта щодо їх живлення, коли виявив, що рослини не ростуть у дощовій воді, але у воді, змішаній із ґрунтом, добре росли, тому їм потрібні були поживні речовини. Він також показав, що протягом трьох місяців рослини виділяють у сорок шість разів більше води, ніж вони можуть накопичити самостійно.
У 1728 році Вудворд своїм заповітом заснував Вудвордіанську кафедру професора геології, першою кафедрою якої з 1731 по 1734 рік був теолог Конєрс Міддлтон. Заповіт передбачав, що обрання стипендіата здійснювалося архієпископом Кентерберійським, єпископом Елі, президентами Королівського товариства, президентами Королівського товариства лікарів, депутатами Кембриджського університету в парламенті Лондона та сенатом університету.

## Праці
- Essay toward a Natural History of the earth. 1692.
- Brief instructions for making observations in all parts of the world. 1696.
- Fossils. In: John Harris: Lexicon chemicum. 1704.
- Naturalis historia teluris. 1714.
- Medicinae & Morborum Status: una cum Aetiologia Incrementi eorum in his temporibus; speciatim verò de Variolis cum Animadversionibus quibusdam in novam Purgandi in hoc Morbo Methodum ; Praemittitur Idea Naturae & Structurae Humanae: Morborum, quibus est exposita: Methodus iisdem medendi. 1720. Digitalisat
- Fossils of All Kinds Digested Into a Method. 1728.
- An Attempt Towards a Natural History of the Fossils of England. 1729.

## Інтернет-ресурси
- Dictionary of Scientific Biography Linda Hall Library

1. 1 2  SNAC — 2010.